# Großbardorf
Großbardorf es un municipio situado en el distrito de Rhön-Grabfeld, en el estado federado de Baviera (Alemania), con una población a finales de 2016 de unos 882 habitantes.
Se encuentra ubicado al norte del estado, en la región de Baja Franconia, cerca de la frontera con el estado de Turingia.